# Chelodina reimanni
Chelodina reimanni är en sköldpaddsart som beskrevs av  Hans-Dieter Philippen och Grossmann 1990. Chelodina reimanni ingår i släktet Chelodina och familjen ormhalssköldpaddor. IUCN kategoriserar arten globalt som nära hotad. Inga underarter finns listade i Catalogue of Life. Arten har påvisats i Västpapua på Indonesien och möjligen i Papua Nya Guinea.